# Ivanivka, Oleksandria
Ivanivka (în ucraineană Іванівка) este un sat în comuna Holovkivka din raionul Oleksandria, regiunea Kirovohrad, Ucraina.

## Demografie
Componența lingvistică a localității Ivanivka
     Ucraineană (89,36%)
     Rusă (10,64%)
Conform recensământului din 2001, majoritatea populației localității Ivanivka era vorbitoare de ucraineană (89,36%), existând în minoritate și vorbitori de rusă (10,64%).